# Potentilla dombeyi
Potentilla dombeyi är en rosväxtart som beskrevs av Chrétien Géofroy Christian Gottfried Nestler. Potentilla dombeyi ingår i Fingerörtssläktet som ingår i familjen rosväxter. Utöver nominatformen finns också underarten P. d. andicola.